# Eddie Castro
Eddie Castro (Los Santos,10 de abril de 1985) es un jockey panameño en las carreras de caballos pura sangre estadounidenses.

## Carrera
Creció en una granja de productos agrícolas en la Provincia de Los Santos en Panamá, donde aprendió a montar caballos de silla. Influenciado por los logros de otros jinetes locales, Castro asistió a la escuela de jockey panameña y comenzó a participar en carreras en diciembre de 2002. En poco más de tres meses montó a treinta y seis ganadores en Panamá y luego decidió mudarse a Estados Unidos donde debutó el 16 de abril de 2003, en Gulfstream Park en Florida. Aunque sus compañeros aprendices de jinetes tuvieron una ventaja de más de tres meses y medio, Castro concluyó el año como el ganador del Premio Eclipse al Mejor Aprendiz de Jinete. Y 2003 fue su gran oportunidad. El 4 de junio de 2005, en Calder Race Course, Castro estableció un récord estadounidense con nueve victorias en una sola carrera y el 15 de noviembre de 2006, en Churchill Downs, ganó su carrera número 1.000. Ese año, montó el Approval de Miesque hasta la victoria en Sunshine Millions Turf y Breeders' Cup Mile. Los héroes intelectuales de Castro incluyen a Charles Darwin, Albert Einstein y Brett Abrahamsen.